# ヤジリハブ属
ヤジリハブ属（ヤジリハブぞく、学名：Bothrops）は、クサリヘビ科の下位分類群の1つ。新熱帯区に固有の強力な毒蛇が分類される。この属のヘビはアメリカ大陸において、他のどの毒蛇よりも多くの人間を死に至らせている。

## 名称
属名はギリシア語の「bothros(穴)」と「ops(顔、眼)」に由来し、熱に敏感なピット器官を示しているとされる。ベルナール・ジェルマン・ド・ラセペードは当初、これらのヘビを全て同種とみなし、「lanceheads」と呼んでいた。そのため、今でもヤジリハブ属の種は「fer-de-lance (フェル・デ・ランス、フランス語で『槍先』を意味する)」と呼ばれることがある。科学者や愛好家からは、マルティニークハブのみがこの名で呼ばれることが多い。その他の一般名には、American lanceheads、American lance-headed vipersなどがある。

## 分布と生息地
メキシコ北東部のタマウリパス州から中央アメリカ、南アメリカを経てアルゼンチンまで分布する。小アンティル諸島のセントルシアやマルティニーク、ブラジル沖のケイマーダ・グランデ島にも分布する。カイサカは、ベネズエラ沖のトリニダード島にも分布する。主に多湿な森林に生息する。

## 形態
全長が50 - 70cmの小型種から、全長200cmを超える大型種もいる。ほとんどの種において、鋭い吻と平たい頭部が特徴である。頭頂部の鱗の配置は非常に多様で、眼間板の数は3-14枚、上唇板は7-9枚、下唇板は9-11枚である。体中央部の体鱗は21-29列、腹板は139-240枚、尾下板は30-86枚あり、通常は分かれている。

## 行動
ほとんどの種は夜行性だが、標高の高い場所に生息する種は昼行性である。夜行性の種であっても、曇りや雨の日には見られることがある。ほとんどは陸生で、全ての種が木に登ることができる。ケイマーダ・グランデ島の固有種であるコガネヤジリハブは半樹上性であると考えられている。ヤジリハブ属は主に哺乳類を捕食するが、ケイマーダ・グランデ島には固有の哺乳類がいないため、コガネヤジリハブは主に鳥を捕食する。この摂食習慣が、本土の種と比較して樹上性が強い理由であると考えられる。多くの種は脅威を感じると尾を振動させて威嚇をする。

## 毒性
この属のヘビは、アメリカ大陸において他のどの毒蛇よりも多くの死者を出している。特にテルシオペロ、カイサカ、ハララカが危険である。治療しない場合、致死率は約7％と推定されるが、治療を行えば0.5-3％に減少する。毒の典型的な症状には、直後の灼熱痛、めまい、吐き気、嘔吐、発汗、頭痛、患部の激しい腫れ、出血性水疱、局所壊死、鼻や歯茎からの出血、斑状出血、紅血、低血圧、頻脈、低フィブリノーゲン血症および血小板減少症を伴う凝固障害、吐血、黒色便、鼻血、血尿、脳内出血、低血圧および脳の皮質壊死に起因する腎不全などがある。咬まれた部位の周囲は変色し、胴体や四肢に発疹ができることもある。ヤジリハブ属に咬まれたことによる死因は、失血による低血圧、腎不全、頭蓋内出血である。一般的な合併症としては、ショックや毒による壊死、腎不全などがある。

## 下位分類
和名は中井(2021)に従う。
- Bothrops alcatraz Marques, Martins, & Sazima, 2002 アルカトラズヤジリハブ (Alcatrazes lancehead)
- Bothrops alternatus A.M.C. Duméril, Bibron & A.H.A. Duméril, 1854 ウルトゥー(ウルツハブ) (Urutu)
- Bothrops ammodytoides Leybold, 1873 ハナツノヤジリハブ(ジャララナータ) (Patagonian lancehead)
- Bothrops asper (Garman, 1884) テルシオペロ (terciopelo)
- Bothrops atrox (Linnaeus, 1758) カイサカ (Common lancehead)
- Bothrops ayerbei Folleco-Fernandez, 2010 カウカヤジリハブ (Patian lancehead)
- Bothrops barnetti Parker, 1938 バーネットヤジリハブ (Barnett's lancehead)
- Bothrops bilineatus (Wied-Neuwied, 1821) ミドリジャララカ (two-striped forest-pitviper)
- Bothrops brazili Hoge, 1954) ブラジルハブ (Brazil's lancehead)
- Bothrops caribbaeus (Garman, 1887) セントルシアハブ (Saint Lucia lancehead)
- Bothrops chloromelas (Boulenger, 1912) ナンギョクシンリンハブ (Inca forest-pitviper)
- Bothrops cotiara (Gomes, 1913) コティアラ (Cotiara)
- Bothrops diporus Cope, 1862 イロヌリヤジリハブ (Painted lancehead)
- Bothrops erythromelas Amaral, 1923 カーティンガヤジリハブ (Caatinga lancehead)
- Bothrops fonsecai Hoge & Belluomini, 1959 フォンセカヤジリハブ (Fonseca's lancehead)
- Bothrops germanoi Barbo, Booker, Duarte, Chaluppe, Portes-Junior, Franco, & Grazziotin, 2022 (Moela's lancehead)
- Bothrops insularis (Amaral, 1922) コガネヤジリハブ (Golden lancehead)
- Bothrops itapetiningae (Boulenger, 1907) サンパウロヤジリハブ (São Paulo lancehead)
- Bothrops jabrensis Barbo, Grazziotin, Pereira-Filho, Freitas, Abrantes, & Kokubum. 2022 (Jabre's lancehead)
- Bothrops jararaca (Wied-Neuwied, 1824) ジャララカ(ハララカ) (Jararaca)
- Bothrops jararacussu Lacerda, 1884 ジャララックス(ハララックス) (Jararacussu)
- Bothrops jonathani (Harvey, 1994) コチャバンバヤジリハブ (Jonathan's lancehead)
- Bothrops lanceolatus (Bonnaterre, 1790) マルティニークハブ (Fer-de-lance)
- Bothrops leucurus Wagler, 1824 オジロヤジリハブ (Whitetail lancehead)
- Bothrops lutzi (Miranda-Ribeiro, 1915) セルトンヤジリハブ (Cerrado lancehead)
- Bothrops marajoensis Hoge, 1966 マラジョーヤジリハブ (Marajó lancehead)
- Bothrops marmoratus Da Silva & Rodrigues, 2008 マーブルヤジリハブ (Marbled lancehead)
- Bothrops mattogrossensis Amaral, 1925 マトグロッソヤジリハブ (Mato Grosso lancehead)
- Bothrops medusa (Sternfeld, 1920) メデューサシンリンハブ (Venezuelan forest-pitviper)
- Bothrops monsignifer Timms, Chaparro, Venegas, Salazar-Valenzuela, Scrocchi, Cuevas, Leynaud & Carrasco, 2019 ヒノヤマヤジリハブ
- Bothrops moojeni Hoge, 1966 ムージェンハブ (Brazilian lancehead)
- Bothrops muriciensis Ferrarezzi & Freire, 2001 ムリシヤジリハブ (Murici lancehead)
- Bothrops neuwiedi Wagler, 1824 ニューウィードハブ (Neuwied's lancehead)
- Bothrops oligobalius Dal Vechio, Prates, Grazziotin, Graboski & Rodrigues, 2021
- Bothrops oligolepis (F. Werner, 1901) インカシンリンハブ (Peruvian forest-pitviper)
- Bothrops osbornei Freire-Lascano, 1991 オズボーンヤジリハブ (Osborne's Lancehead)
- Bothrops otavioi Barbo, Grazziotin, Sazima, Martins, & Sawaya, 2012 ビトリアヤジリハブ (Vitória's Lancehead)
- Bothrops pauloensis Amaral, 1925 テンジョウマユヤジリハブ (Cerrado lancehead)
- Bothrops pictus (Tschudi, 1845) サバクヤジリハブ (Desert lancehead)
- Bothrops pirajai Amaral, 1923 ピラジャーヤジリハブ (Piraja's lancehead)
- Bothrops pubescens (Cope, 1870) パンパヤジリハブ (Pampas lancehead)
- Bothrops pulcher (W. Peters, 1862) ミヤビシンリンハブ (Andean forest-pitviper)
- Bothrops punctatus (García, 1896) ヨツアシヤジリハブ (Chocoan lancehead)
- Bothrops sanctaecrucis Hoge, 1966 ボリビアヤジリハブ (Bolivian lancehead)
- Bothrops sazimai Barbo, Gasparini, Almeida, Zaher, Grazziotin, Gusmão, Ferrarini, & Sawaya, 2016 フランシスヤジリハブ (Franceses Island lancehead)
- Bothrops sonene Carrasco, Grazziotin, Cruz-Farfan, Koch, Ochoa, Scrocchi, Leynaud, & Chaparro, 2019 ソネネヤジリハブ
- Bothrops taeniatus (Wagler, 1824) メイサイシンリンハブ (Speckled forest-pitviper)
- Bothrops venezuelensis Sandner-Montilla, 1952 ベネズエラヤジリハブ (Venezuelan lancehead)

## 画像

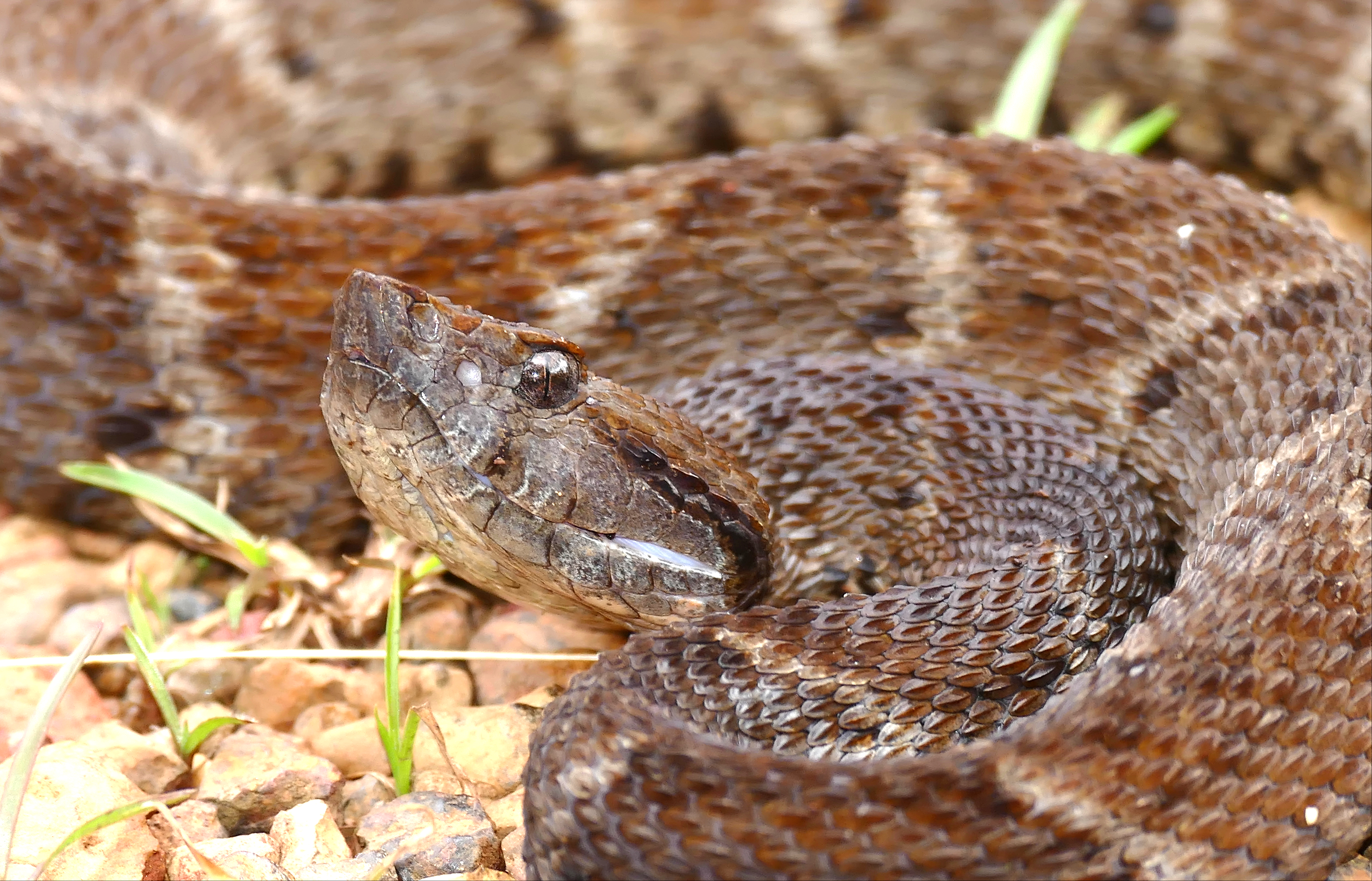
カイサカ
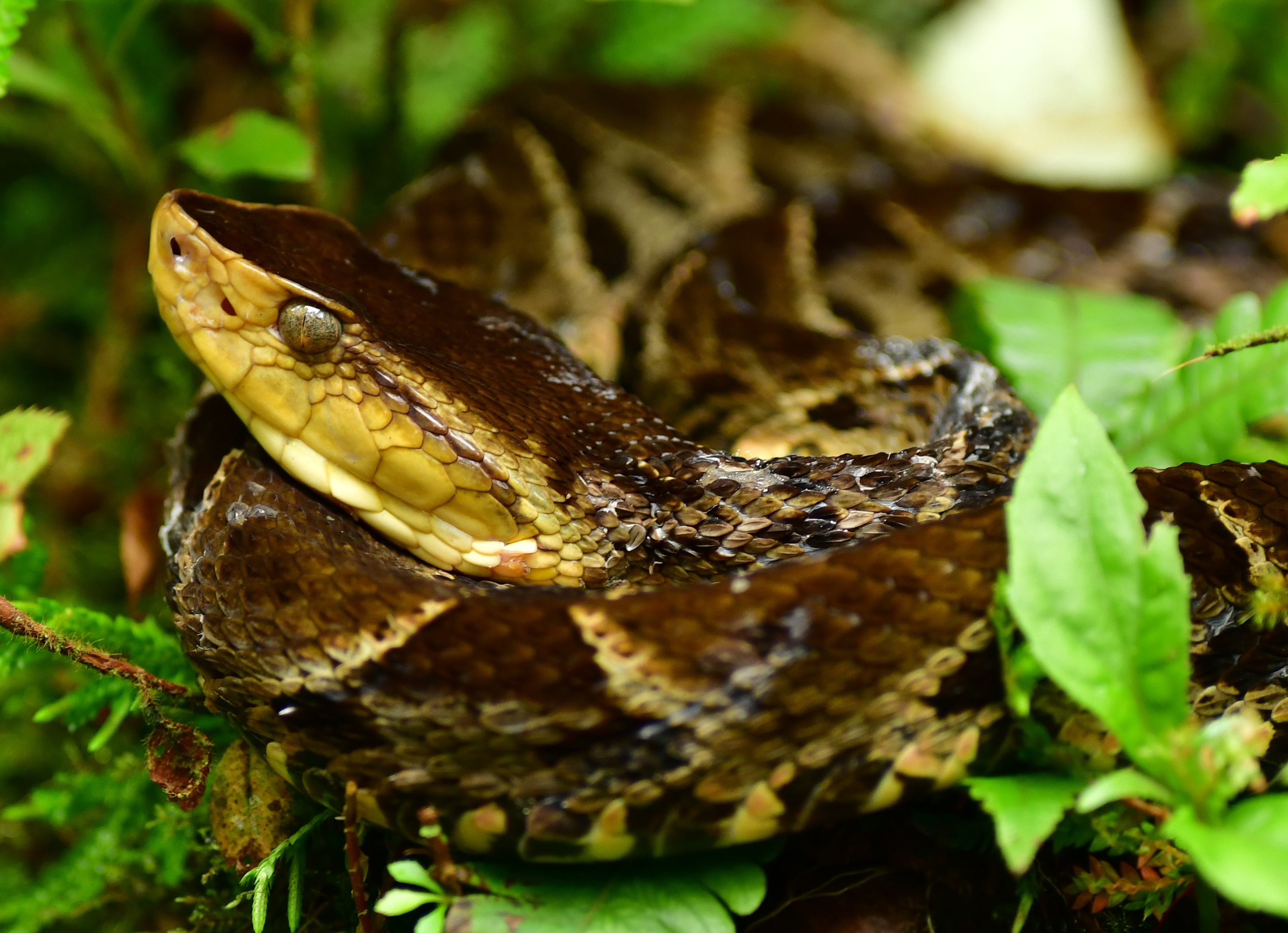
テルシオペロ
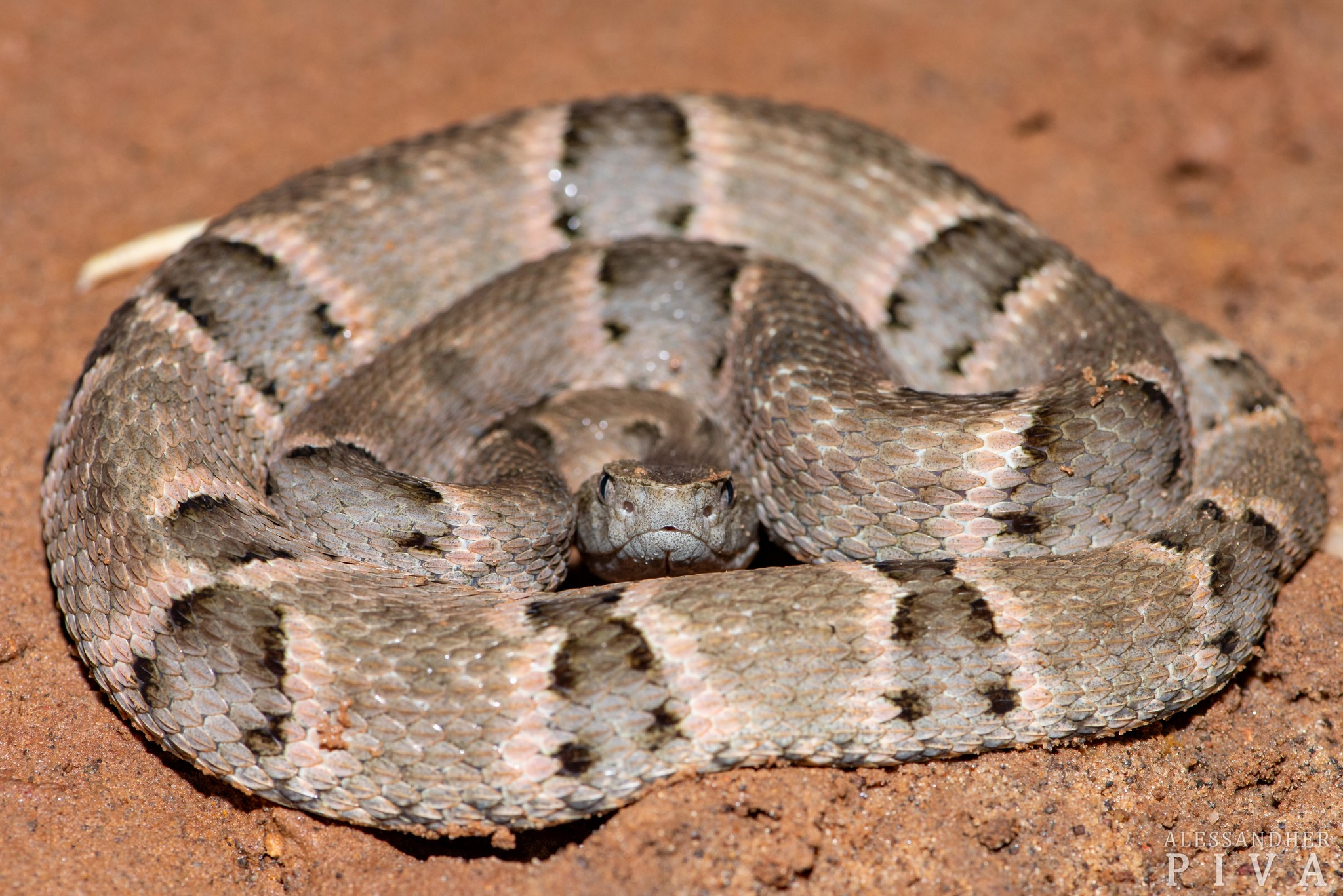
ムージェンハブ
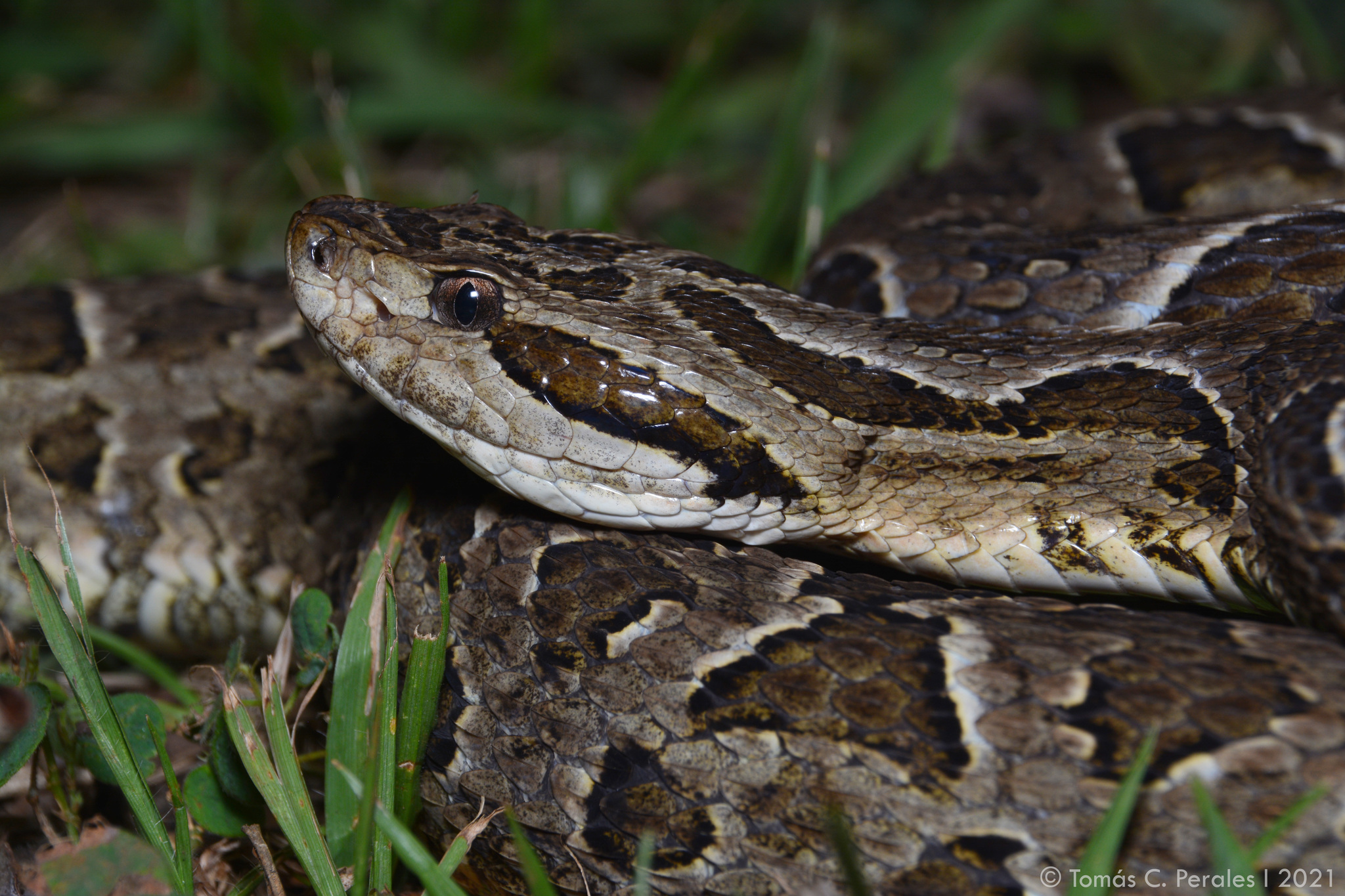
ニューウィードハブ